# Hannut
Hannut (in olandese Hannuit, in vallone Haneù) è un comune belga di 14 468 abitanti, situato nella provincia vallona di Liegi.